# Нікітін Володимир Миколайович (вчений)
Нікітін Володимир Миколайович (7.08.1907, Архангельськ — 06.01.1993) — український фізіолог, доктор біологічних наук (1939), завідувач кафедри фізіології людини і тварин Харківського державного університету, заслужений діяч науки УРСР (1955), академік НАН України (1967), лауреат премії імені О. О. Богомольця НАН України (1974) та Державної премії УРСР у галузі науки й техніки (1986).

## З життєпису
У 1929 році закінчив Харківський інститут народної освіти. У 1930-1933 роках навчався в його аспірантурі під керівництвом Олександра Нагорного. Паралельно працював асистентом до 1934 року, а у 1934-1939 році був доцентом кафедри відновленого Харківського університету. Далі у 1939-1941 році перейшов на посаду завідувача кафедри фізіології сільськогосподарських тварин Харківського зоотехнічного інституту. Під час захоплення Харкова німцями в 1941-1943 роках евакуювався, був завідувачем кафедри анатомії і фізіології Новосибірського сільськогосподарського інституту. З 1943 року повернувся на посаду завідувача кафедри зоотехнічного інституту.
У 1953—1989 році повернувся до Харківського державного університету, де завідував кафедрою фізіології людини і тварин, а також науково-дослідним інститутом біології при Харківському університеті.

## Наукова діяльність
Досліджував фізіологію та біохімію тварин, проблеми старіння.
У перший період роботи на кафедрі фізіології Харківського університету досліджував зміни показників крові, білкового обміну та анаболізму в різних тварин у ході онтогенезу.
На кафедрі фізіології Харківського зоотехнічного інституту вивчав вікову фізіологію, гематологію, травлення у жуйної худоби, механізми лактації.
Під час завідування кафедрою фізіології в університеті досліджував уповільнення старіння під дією обмеження годування тварин.

## Нагороди й звання
- Державна премія УРСР у галузі науки й техніки (1986)
- Премії імені О. О. Богомольця НАН України (1974)
- Академік АН УРСР (фізіологія, 20.12.1967)
- Заслужений діяч науки УРСР (1955)
- 3 ордени Трудового Червоного Прапора (1944, 1962, 1977)
- Орден Леніна (1967)